# Andy Frederick
Andrew Brian Frederick (Oak Park, 25 luglio 1954) è un ex giocatore di football americano statunitense che ha giocato nel ruolo di offensive tackle nella National Football League (NFL). Al college ha giocato a football all'Università del New Mexico.

## Carriera
Frederick fu scelto dai Dallas Cowboys nel corso del quinto giro (137º assoluto) del Draft NFL 1977. Nella sua prima stagione disputò 13 partite, vincendo il Super Bowl XII. Rimase coi Cowboys fino al 1981 dopo di che, dopo una stagione ai Cleveland Browns, si trasferì ai Chicago Bears con cui vinse il Super Bowl XX nell'ultima stagione della carriera, quella del 1985.

## Palmarès
- Super Bowl : 2

Dallas Cowboys: Super Bowl XII
Chicago Bears: Super Bowl XX
- National Football Conference Championship: 3

Dallas Cowboys: 1977, 1978
Chicago Bears: 1985

## Statistiche
| Partite totali | 132 |